# McDonald Park
McDonald Park är en park i Kanada.   Den ligger i provinsen British Columbia, i den södra delen av landet, 3 600 km väster om huvudstaden Ottawa. McDonald Park ligger 30 meter över havet.
Terrängen runt McDonald Park är platt åt sydost, men åt nordväst är den kuperad. Havet är nära McDonald Park norrut.Trakten är tätbefolkad. Närmaste större samhälle är Saanich, 14,4 km söder om McDonald Park. 